# Todd Gurley
Todd Jerome Gurley II (nascido em 3 de agosto de 1994) é um jogador de futebol americano aposentado que jogava como running back na National Football League (NFL).
Ele jogou futebol americano universitário na Universidade da Geórgia, onde ganhou honras da All-SEC em 2012 e 2013. Gurley foi selecionado pelo Los Angeles Rams com a décima escolha geral no Draft da NFL de 2015.
Apesar de ter perdido três jogos devido a uma lesão sofrida durante o seu penúltimo ano na Geórgia, Gurley correu para 1.106 jardas em sua temporada de estreia e foi eleito o Novato Ofensivo do Ano pela Associated Press. Ele foi nomeado o Jogador Ofensivo do Ano da NFL pela Associated Press após a temporada de 2017, depois de ter 2.093 jardas e marcar 19 touchdowns.

## Primeiros anos
Gurley freqüentou a Tarboro High School em Tarboro, Carolina do Norte, onde ele era uma estrela de três esportes: futebol ameircano, basquete e atletismo. Ele jogou como running back e defensive back durante sua terceira temporada, totalizando 1.472 jardas e 26 touchdowns, bem como 79 tackles, uma interceptação e um fumble forçado. Ele foi eleito o Melhor Jogador do Ano da Rocky Mount Telegram para a temporada de 2010. Em seu último ano em 2011, ele foi o Melhor Jogador do Ano da Carolina do Norte depois de totalizar 2.600 jardas e 38 touchdowns. Gurley ajudou o time a vencer o campeonato estadual 2A da Carolina do Norte, correndo para 242 jardas e quatro touchdowns na final do campeonato contra Lincolnton High School. Durante seu primeiro ano, ele levou o time a um título estadual. Durante seu segundo ano, ele os levou ao vice-campeonato estadual.
Gurley também foi corredor na equipe de atletismo da escola, ele competiu pela Seleção Americana nos 110 metros com barreiras no Campeonato Mundial de Juventude de Atletismo de 2011, onde ficou em 3º nas preliminares com um tempo de carreira de 13,66 segundos, mas terminou em 15º geral nas semifinais. Ele também foi um dos principais competidores na corrida de 100 metros, ele teve um tempo pessoal de 10,70 segundos nas preliminares do NCHSAA 2A State Track Meet de 2011, ficando em 2º lugar.
Gurley foi considerado um recruta de quatro estrelas pelo Rivals.com e foi listado como o quinto melhor running back de sua classe. Ele se comprometeu com a Universidade da Geórgia para jogar futebol americano universitário sob o comando do então treinador Mark Richt.
| Nome | Cidade Natal                                             | High school / college | Altura | Peso  | 40‡  | Data                  |
| --- | -------------------------------------------------------- | --------------------- | ------ | ----- | ---- | --------------------- |
| Todd Gurley RB | Tarboro, NC                                              | Tarboro High School   | 1.85 m | 93 kg | 4.40 | 13 de Janeiro de 2012 |
| Todd Gurley RB | Recruiting star ratings: Scout: Rivals: 247Sports: ESPN: |                       |        |       |      |                       |
| Ranking geral de recrutamento: Scout: 13 (RB) Rivals: 5 (RB) 247Sports: 6 (RB) ESPN: 22 (ATH) |                                                          |                       |        |       |      |                       |
| - Nota: Em muitos casos, Scout, Rivals, 247Sports e ESPN podem entrar em conflito em suas listas de altura e peso. - Nesses casos, foi feita a média. As notas da ESPN estão em uma escala de 100 pontos. Fontes: - "Georgia Football Commitments". Rivals.com. Acessado em 16 de julho de 2016. - "2012 Georgia Football Commits". Scout.com. Acessado em 16 de julho de 2016. - "ESPN". ESPN.com. Acessado em 16 de julho de 2016. - "Scout.com Team Recruiting Rankings". Scout.com. Acessado em 16 de julho de 2016. - "2012 Team Ranking". Rivals.com. Acessado em 16 de julho de 2016. |                                                          |                       |        |       |      |                       |

## Carreira na faculdade

### Temporada de 2012
Gurley começou sua primeira temporada sendo reserva de Ken Malcome. Em seu primeiro jogo contra o Buffalo Bulls, ele correu para 100 jardas em oito corridas com dois touchdowns e também teve um retorno de kickoff de 100 jardas para um touchdown na vitória em casa. Gurley assumiu como titular no segundo jogo da temporada contra o adversário da SEC East Missouri e correu para 65 jardas em 10 carregamentos.
Na temporada de 2012, Gurley foi titular em 12 dos 14 jogos e correu para 1.385 jardas em 222 corridas com 17 touchdowns. Contra Georgia Southern, Gurley tornou-se o segundo calouro na história da Geórgia a correr para 1.000 jardas. Após a temporada, Gurley foi nomeado pro Primeiro-Time da All-SEC pela Associated Press. Ele foi um dos dois running backs calouros a realizar essa proeza em 2012, sendo o outro T. J. Yeldon, da Universidade do Alabama.

### Temporada de 2013
Em 31 de agosto, na abertura da temporada da Geórgia no Estádio Memorial de Clemson, Gurley liderou os Bulldogs com 154 jardas em 12 corridas e dois touchdowns. Mesmo que os Bulldogs tenham perdido o jogo por 38-35, Gurley teve um desempenho impressionante contra Clemson, que incluiu um touchdown de 75 jardas no início do primeiro trimestre. Em 10 jogos, ele correu para 989 jardas em 165 corridas com 10 touchdowns.
Após a temporada, Gurley foi nomeado pro Segundo-Time da All-SEC pela Associated Press.
Na primavera de 2013, Gurley se juntou ao time de atletismo. Ele competiu na prova de obstáculos de 60 metros e registrou o sétimo tempo mais rápido na história da escola com 8,12 segundos, ficando em sexto lugar no VT Elite Meet.

### Temporada de 2014
Em 9 de outubro de 2014, Gurley foi indefinidamente suspenso pela Universidade da Geórgia por suposta violação das regras da NCAA. Levou apenas dois dias de investigação para determinar que Gurley havia recebido US $ 3.000 em dois anos por autógrafos e memorabilia assinados. Gurley perdeu os jogos contra Missouri e Arkansas antes que a NCAA confirmou sua decisão de suspender Gurley por quatro jogos no total. Gurley ficou de fora por mais dois jogos até que ele fosse elegível para jogar contra Auburn. 
Em seu primeiro jogo na volta da suspensão, Gurley teve uma lesão no Ligamento cruzado anterior terminando sua carreira na Universidade da Geórgia.
Ele terminou a temporada de 2014 com 911 jardas e nove touchdowns. Gurley decidiu abrir mão de seu último ano e entrou no Draft de 2015.

### Estatísticas da faculdade
| Georgia Bulldogs |           |          |          |          |          |          |           |           |           |           |           |         |          |
| Temporada        | Temporada | Correndo | Correndo | Correndo | Correndo | Correndo | Recebendo | Recebendo | Recebendo | Recebendo | Recebendo | Fumbles | Fumbles  |
| Ano              | Jogos     | Ten      | Jds      | Média    | Lng      | TD       | Rec       | Jds       | Média     | Lng       | TD        | Fum     | Perdidos |
| 2012             | 14        | 222      | 1 385    | 6,2      | 55       | 17       | 16        | 117       | 7,3       | 23        | 0         | 2       | 1        |
| 2013             | 10        | 165      | 989      | 6,0      | 75       | 10       | 37        | 441       | 11,9      | 73        | 6         | 1       | 1        |
| 2014             | 6         | 123      | 911      | 7,4      | 51       | 9        | 12        | 57        | 4,8       | 15        | 0         | 0       | 0        |
| Carreira         | 30        | 510      | 3 285    | 6,4      | 75       | 36       | 65        | 615       | 9,5       | 73        | 6         | 3       | 2        |

## Carreira profissional
| Altura                          | Peso   | Comprimento do braço | Tamanho de mão | BP            |
| ------------------------------- | ------ | -------------------- | -------------- | ------------- |
| 1.84 m                          | 101 kg | 0.80 m               | 0,25 m         | 17 repetições |
| Todos os valores da NFL Combine |        |                      |                |               |

### Temporada de 2015
Gurley foi selecionado na primeira rodada como a 10ª escolha geral pelo St. Louis Rams no Draft de 2015. Ele foi o primeiro running back a ser selecionado no draft daquele ano. 
Na semana 3, em 27 de setembro de 2015, ele fez sua estréia na NFL contra o Pittsburgh Steelers. Ele foi colocado em ação e terminou o jogo com 6 corridas para 9 jardas na derrota por 12-6. Na semana seguinte, os Rams visitaram o invicto Arizona Cardinals para um confronto divisional da NFC West. Novamente Gurley começou lento com apenas 2 jardas até o intervalo, mas correu para 144 jardas no segundo tempo, na vitória por 24-22. 
Os próximos três jogos contra o Green Bay Packers, Cleveland Browns e o San Francisco 49ers levariam Gurley a correr pelo menos 128 jardas por jogo. Ele marcou seu primeiro touchdown da NFL em 25 de outubro de 2015 contra os Browns.
Com 566 jardas em suas primeiras quatro partidas da NFL, Gurley se tornou o mais prolífico corredor em seus quatro primeiros jogos da NFL desde a fusão da AFL–NFL. Após a vitória por 27-6 sobre os 49ers na semana 8, a camisa e as chuteiras de Gurley foram introduzidas no Hall da Fama do Pro Football.
Na semana 9, Gurley teve apenas 89 jardas na derrota dos Rams por 21-18 para os Vikings. Na semana 10, ele teve apenas 45 jardas em uma derrota por 37-13 para o Chicago Bears. Na semana 11, Gurley correu para 66 jardas contra o Baltimore Ravens e marcou um touchdown na derrota do time por 16-13. Na semana 12, ele correu para apenas 19 jardas em uma derrota por 31-7 para o Cincinnati Bengals. Na semana seguinte, ele teve 41 jardas em nove corridas em uma derrota em casa contra o Arizona. Na semana 14, Gurley correu para 140 jardas na vitória dos Rams por 24-14 sobre o Detroit Lions.
Na semana 15, ele correu para 48 jardas, marcou um touchdown e se tornou o terceiro novato na história dos Rams a correr para 1.000 jardas em uma temporada (Jerome Bettis e Eric Dickerson) em uma vitória por 31-23 sobre o Tampa Bay Buccaneers (no que foi o último jogo da franquia em St. Louis, antes de se mudar para Los Angeles). Na semana 16, Gurley correu para 85 jardas na vitória por 23-17 sobre o Seattle Seahawks, tornando-se o segundo novato dos Rams, o primeiro sendo Dickerson em 1983, a correr para 1.000 jardas e 10 touchdowns.
Gurley terminou a temporada com 1.106 jardas terrestres e dez touchdowns em 229 corridas, apesar de ter feito apenas 12 partidas. Em 22 de dezembro de 2015, Gurley foi selecionado para fazer parte do Pro Bowl de 2016, juntamente com Aaron Donald e Johnny Hekker. Gurley foi um dos cinco novatos a serem selecionados para o Pro Bowl, juntamente com o cornerback do Kansas City Chiefs, Marcus Peters, o wide receiver do Seattle Seahawks, Tyler Lockett, o wide receiver do Oakland Raiders, Amari Cooper, e o quarterback do Tampa Bay Buccaneers, Jameis Winston. 
Gurley venceu Winston para ganhar o prêmio de Novato Ofensivo do Ano da NFL, ganhando por 27 votos a 17 para Winston. Ele foi classificado em 22º por seus colegas jogadores no NFL Top 100 Players of 2016.

### Temporada de 2016
Nas duas primeiras semanas da temporada de 2016 contra o San Francisco 49ers e o Seattle Seahawks, Gurley teve um total de 98 jardas terrestres. No entanto, na semana 3 contra o Tampa Bay Buccaneers, Gurley teve 28 corridas para 85 jardas e dois touchdowns. Sua performance foi a melhor da temporada. Na semana 4, Gurley recebeu um passe de 33 jardas do quarterback Case Keenum na vitória de 17-13 sobre o Arizona Cardinals.
No restante da temporada de 2016, a melhor exibição de Gurley foi de 76 jardas terrestres contra o Miami Dolphins na semana 11. Os Rams terminaram a temporada com uma campanha de 4-12.
Gurley terminou com apenas 885 jardas (17º na NFL), 55,3 jardas por jogo e seis touchdown, foi um declínio significativo em relação à temporada anterior.

### Temporada de 2017
Após a demissão de Jeff Fisher e subseqüente contratação de Sean McVay como novo treinador, Gurley começou a temporada de 2017 com um sólido desempenho contra o Indianapolis Colts. Ele teve 19 corridas para 40 jardas e um touchdown junto com cinco recepções para 56 jardas na vitória por 46-9. Em um jogo da semana 2 contra o Washington Redskins, ele teve 16 corridas para 88 jardas e um touchdown junto com três recepções para 48 jardas e um touchdown na derrota por 27-20.
Na semana 3 contra o San Francisco 49ers no Thursday Night Football, ele correu para 113 jardas e dois touchdowns e pegou cinco passes para 36 jardas e um touchdown. Ele ganhou o prêmio de Jogador Ofensivo do Mês da NFC do mês de setembro depois de ter 241 jardas, 140 jardas de recepção e seis touchdowns totais.
A sequência de Gurley continuaria na semana 4 contra o Dallas Cowboys, onde ele registrou 215 jardas totais com 121 jardas e 94 jardas de recebimento e um touchdown na vitória por 35-30. Não tendo um touchdown de recepções em seus primeiros 30 jogos, ele agora tinha um em cada um dos seus últimos três jogos e liderou a NFL em touchdowns totais e jardas de scrimmage. Gurley foi então nomeado o Jogador Ofensivo da Semana da NFC depois de seu jogo de 215 jardas contra os Cowboys.
Depois de registrar apenas 43 jardas em 14 corridas na semana 5 contra o Seattle Seahawks, na semana 6, Gurley registrou seu terceiro jogo de 100 jardas terrestre com 121 jardas em 23 corridas contra o Jacksonville Jaguars. Na semana 7, Gurley teve mais um jogo de 100 jardas, com 106 jardas para 22 corridas, 4 recepções e 1 touchdown na vitória por 33-0 sobre os Arizona Cardinals.
Nos próximos cinco jogos, ele teve uma média de 62 corridas e 54 jardas de recebimento por jogo, com mais de 100 jardas de scrimmage em quatro deles e registrando três touchdowns durante esse período de tempo. Na semana 14, ele teve 96 jardas e dois touchdowns em apenas 13 corridas, juntamente com 39 jardas de recepção em uma derrota para Philadelphia. Na semana 15, Gurley teve quatro touchdowns em uma vitória dominante por 42-7 sobre Seattle. Sua performance na Semana 15 lhe rendeu o prêmio de Jogador Ofensivo da Semana da NFC. Em 19 de dezembro de 2017, Gurley foi nomeado para seu segundo Pro Bowl como titular.
Na semana 16, Gurley pegou 10 passes para 158 jardas e dois touchdowns junto com 122 jardas terrestre (1º e 3º na NFL naquela semana respectivamente), ganhando o prêmio de Jogador Ofensivo da Semana da NFC pela segunda semana consecutiva. Gurley também foi nomeado o Jogador Ofensivo do Mês da NFC pela segunda vez naquela temporada.
Os Rams decidiram que Gurley ficaria de fora do último jogo da temporada, mas ele ainda liderou a NFL com 13 touchdowns terrestres, 19 touchdowns totais e 2.093 jardas. Ele terminou a temporada liderando a liga, entre os não-kickers com 114 pontos.
Gurley jogou seu primeiro jogo da pós-temporada na rodada de Wild Card contra o Atlanta Falcons em 6 de janeiro de 2018. Ele teve apenas 14 corridas, mas converteu-os em 101 jardas na derrota por 26-13.
Depois de uma temporada estelar de 2017, Gurley foi nomeado o Jogador Ofensivo do Ano da NFL. Ele foi classificado em sexto por seus companheiros no NFL Top 100 Players of 2018.

### Temporada de 2018
Em 24 de abril de 2018, os Rams exerceram a opção de quinto ano do contrato de Gurley. Em 24 de julho de 2018, Gurley assinou uma prorrogação de contrato no valor de US $ 60 milhões por quatro anos com US $ 45 milhões garantidos, fazendo dele o running back mais bem pago da NFL.
Na semana 2, na vitória por 34-0 sobre o Arizona Cardinals, Gurley registrou três touchdowns pela segunda vez em sua carreira profissional. Na semana 3, Gurley teve 23 corridas para 105 jardas e um touchdown junto com cinco recepções para 51 jardas de recepção na vitória por 35-23 sobre o Los Angeles Chargers. Na semana 5, Gurley teve 77 jardas e três touchdowns na vitória por 33-31 sobre o Seattle Seahawks. 
Na semana 6, Gurley correu para 208 jardas e dois touchdowns em uma vitória por 23-20 sobre o Denver Broncos, ganhando o prêmio de Jogador Ofensivo da Semana da NFC. Gurley foi eleito o Jogador Ofensivo do Mês da NFC no mês de outubro, depois de correr para 462 jardas e sete touchdowns e recebeu 16 passes para 157 jardas e dois touchdowns em quatro jogos.
Gurley foi nomeado para o seu terceiro Pro Bowl da carreira em 2018. Ele foi nomeado pela primeira vez como First-Team All-Pro. Ele ficou de fora dos dois últimos jogos da temporada regular devido a uma inflamação no joelho e terminou a temporada de 2018 com 256 corridas para 1 251 jardas e 17 touchdowns, além de 59 recepções para 580 jardas e quatro touchdowns recebidos.
No NFC Championship Game de 2019, contra o New Orleans Saints, Gurley correu apenas quatro vezes para 10 jardas e um touchdown na vitória por 26 a 23 na prorrogação. Duas semanas depois, no Super Bowl LIII, os Rams jogaram contra o New England Patriots. Antes do Super Bowl, o status da lesão de Gurley foi fortemente discutido com relatos afirmando que ele estava saudável, enquanto outros relatos afirmavam que seu joelho estava significativamente mais machucado do que se pensava. No Super Bowl, Gurley carregou a bola dez vezes para 35 jardas na derrota do seu time por 13 a 3 para os Patriots. Em 2 de março de 2019, foi relatado que Gurley tinha artrite no joelho esquerdo.

### Temporada de 2019
Após 2018, os problemas no joelho de Gurley contribuiram para sua queda de produtividade em 2019. Ele não conseguiu um único jogo com 100 jardas terrestres mas permanecia com boas performances na redzone marcando importantes touchdowns. No geral, a temporada de 2019 por Gurley viu ele correndo para apenas 857 jardas e 12 touchdowns.
Em 19 de março de 2020, Gurley foi liberado pelos Rams.

### Temporada de 2020
Em 6 de abril de 2020, Gurley assinou um contrato de um ano com o Atlanta Falcons, valendo US$ 5,5 milhões de dólares. O acordo envolvia um bônus de US$ 2 milhões na assinatura, além de US$ 500 000 em incentivos se ele corresse para 13 touchdowns ou tivesse 1 000 jardas terrestres. No final, contudo, Gurley terminou o ano com 195 carregadas para apenas 678 jardas terrestres, mas correu para 9 touchdowns. Ele foi dispensado pelos Falcons ao final do ano.

### Aposentadoria
Depois de não jogar em 2021, Gurley confirmou em uma entrevista de outubro de 2022 que parou de jogar futebol profissional.

## Estatísticas e prêmios da NFL

### Temporada Regular
| Ano      | Time     | Jogos | Jogos   | Correndo | Correndo | Correndo | Correndo | Correndo | Recebendo | Recebendo | Recebendo | Recebendo | Recebendo | Fumbles | Fumbles  |
| Ano      | Time     | Jogos | Titular | Ten      | Jardas   | Média    | Lng      | TD       | Rec       | Jardas    | Média     | Lng       | TD        | Fum     | Perdidos |
| -------- | -------- | ----- | ------- | -------- | -------- | -------- | -------- | -------- | --------- | --------- | --------- | --------- | --------- | ------- | -------- |
| 2015     | STL      | 13    | 12      | 229      | 1 106    | 4.8      | 71E      | 10       | 21        | 188       | 9,0       | 31        | 0         | 3       | 1        |
| 2016     | LAR      | 16    | 16      | 278      | 885      | 3,2      | 24E      | 6        | 43        | 327       | 7,6       | 33        | 0         | 2       | 1        |
| 2017     | LAR      | 15    | 15      | 279      | 1 305    | 4,7      | 57E      | 13       | 64        | 788       | 12,3      | 80E       | 6         | 5       | 2        |
| 2018     | LAR      | 14    | 14      | 256      | 1 251    | 4,9      | 36       | 17       | 59        | 580       | 9,8       | 56        | 4         | 1       | 1        |
| 2019     | LAR      | 15    | 15      | 223      | 857      | 3,8      | 25       | 12       | 31        | 207       | 6,7       | 23        | 2         | 3       | 2        |
| 2020     | ATL      | 15    | 15      | 195      | 678      | 3,5      | 35       | 9        | 25        | 164       | 6,6       | 26        | 0         | 2       | 0        |
| Carreira | Carreira | 88    | 87      | 1 460    | 6 082    | 4.2      | 71E      | 67       | 243       | 2 254     | 9.3       | 80E       | 12        | 16      | 7        |

#### Pós-Temporada
| Ano      | Time     | Jogos | Jogos   | Correndo | Correndo | Correndo | Correndo | Correndo | Recebendo | Recebendo | Recebendo | Recebendo | Recebendo | Fumbles | Fumbles  |
| Ano      | Time     | Jogos | Titular | Ten      | Jardas   | Média    | Lng      | TD       | Rec       | Jardas    | Média     | Lng       | TD        | Fum     | Perdidos |
| -------- | -------- | ----- | ------- | -------- | -------- | -------- | -------- | -------- | --------- | --------- | --------- | --------- | --------- | ------- | -------- |
| 2017     | LAR      | 1     | 1       | 14       | 101      | 7,2      | 33       | 0        | 4         | 10        | 2,5       | 4         | 0         | 0       | 0        |
| 2018     | LAR      | 3     | 3       | 30       | 160      | 5,3      | 35E      | 2        | 4         | 5         | 1,2       | 7         | 0         | 0       | 0        |
| Carreira | Carreira | 4     | 4       | 44       | 261      | 5,9      | 35       | 2        | 8         | 15        | 1,9       | 7         | 0         | 0       | 0        |

### Prêmios
- Jogador ofensivo do ano da NFL - 2017[88]
- Equipe AP All-Pro
- Jogador Ofensivo da NFC do Mês - 2017 (setembro, dezembro), 2018 (outubro)
- Jogador Ofensivo da Semana da NFC - 2017 (Semana 4, Semana 15, Semana 16), 2018 (Semana 6)
- Jogador da FedEx Ground do Ano - 2017[89]
- Jogador da FedEx Ground da Semana - 2017 (Semana 15, Semana 16), 2018 (Semana 6)[89]
- Novato Ofensivo do ano da NFL - 2015[90]
- Time de Novatos da PFWA - 2015[91]